# Каспар (пфальцграф Цвейбрюккена)
Каспар Пфальц-Цвейбрюккенский (11 июля 1458 — 1527, Veldenz Castle, Санкт-Вендель) — герцог и пфальцграф Пфальц-Цвейбрюккена и Фельденца в 1489—1490 годах.

## Жизнь
Сын Людвига I Пфальц-Цвейбрюккенского и его жены Иоганны. В 1478 году в Цвайбрюккене он женился на Амалии Бранденбургской (1461—1481), дочери курфюрста Бранденбурга Альбрехта III Ахилла. Амалия умерла незадолго до своего двадцатого дня рождения. У них не было детей.
Его отец, Людвиг I, боялся, что после его смерти его владения будут разделены между сыновьями: Каспар получит графство Фельденц, а его брат Александр получит герцогство Цвайбрюккен. Чтобы предотвратить это, Людвиг завещал сыновьям управлять территориями совместно. Однако всего через год после смерти Людвига Александр объявил Каспара психически больным и заключил его в Фельденцский замок. Александр стал править единолично.
Герцогство Каспара было официально отозвано в 1514 году. Он оставался в заключении до конца своей жизни. Он умер летом 1527 года.
Неизвестно, действительно ли у Каспара были психические отклонения, которые мешали ему должным образом исполнять обязанности герцога, или же он был устранён с дороги жаждущим единоличной власти младшим братом. Решение Людвига о совместном правлении сыновей может быть истолковано по-разному.